# Бубнов, Игорь Дмитриевич
И́горь Дми́триевич Бу́бнов (29 октября 1931 — 3 августа 2014) — советский, российский дипломат. Чрезвычайный и полномочный посол.

## Биография
Окончил МГИМО МИД СССР (1955). На дипломатической работе с 1955 года.
- В 1955—1959 годах — сотрудник центрального аппарата МИД СССР.
- В 1959—1964 годах — сотрудник Посольства СССР в США.
- В 1964—1966 годах — сотрудник центрального аппарата МИД СССР.
- В 1966—1970 годах — первый секретарь Посольства СССР в США.
- В 1970—1971 годах — советник Посольства СССР в США.
- В 1971—1974 годах — заведующий сектором отдела США МИД СССР.
- В 1974—1979 годах — советник Посольства СССР в США.
- В 1979—1982 годах — заместитель заведующего отделом стран Латинской Америки МИД СССР.
- С 22 июля 1982 по январь 1989 года — чрезвычайный и полномочный посол СССР в Суринаме[1].
- С 27 января 1989 по 31 декабря 1992 года — чрезвычайный и полномочный посол СССР, затем (с 1991) России в Колумбии[2][3].

## Награды
- Орден «Знак Почёта» (1971).
- Медаль «За трудовое отличие» (1966).